# Abhakorn Kiartiwongse

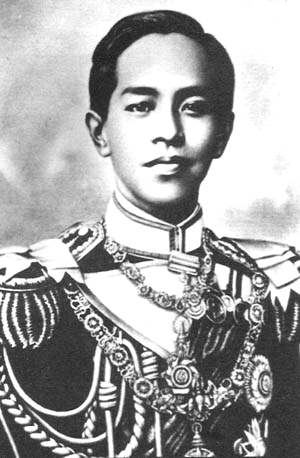
Prinz Abhakorn Kiartiwongse (um 1900)

Prinz Abhakorn oder Abhakara Kiartiwongse, Fürst von Chumphon (thailändisch พระเจ้าบรมวงศ์เธอ พระองค์เจ้าอาภากรเกียรติวงศ์ กรมหลวงชุมพรเขตอุดมศักดิ์, RTGS-Umschrift Phra Ong Chao Aphakon Kiattiwong Krommaluang Chumphon Khet-udomsak, gesprochen [pʰráʔ ʔong ʨâw ʔaːpʰaːkɔːn kìattìwoŋ t͡ɕʰumpʰɔːn kʰèːtʔùʔdomsàk]; * 19. Dezember 1880 Bangkok; † 19. Mai 1923 ebenda), war ein Mitglied der siamesischen Königsfamilie, Mediziner und Admiral. Er gilt als „Vater“ der thailändischen Marine.
Prinz Abhakorn war das 28. Kind von König Chulalongkorn (reg. 1868–1910). Seine Mutter, Chao Chom Manda Mot (aus der Familie Bunnag), war eine Nebenfrau des Vaters. Dementsprechend bekam er den Titel Phra Ong Chao und nicht den höchstrangigen Prinzentitel Chao Fa. Wie in Thailand aufgrund der komplizierten Aussprache der zudem noch häufig wechselnden offiziellen Namen der Mitglieder der Herrscherfamilie üblich, war er beim Volk vor allem unter seinem Kurztitel Fürst von Chumphon sowie verschiedenen weiteren Kurznamen bekannt, etwa เสด็จเตี่ย (Sadet Tia = Königlicher Vater) oder หมอพร (Mo Phon = Doktor Phon).
In seiner Jugend studierte Prinz Abhakorn das Marinewesen in England und kehrte nach Siam zurück, um dort in der Königlichen Marine zu dienen, wobei er wichtige Beiträge zur Modernisierung und Verbesserung dieser Waffengattung leisten konnte. Er wird heute als der Vater der thailändischen Marine verehrt.
Prinz Abhakorn studierte neben dem Marinewesen auch Medizin, wobei er besonders an der Anwendung von Heilpflanzen interessiert war. Als Doktor arbeitete er für alle Schichten und Klassen der hierarchisch strukturierten Bevölkerung des Landes.
Prinz Abhakorn starb am 19. Mai 1923 in Bangkok.
Der Fürst von Chumphon war Begründer des Hauses Abhakorn. Sein Sohn Prinz Aditya Dibabha war nach der Abdankung König Rama VII. (Prajadhipok) Mitglied des Regentschaftsrats für den minderjährigen König Ananda Mahidol. Nach Prinz Abhakorn ist das Abhakorn-Krankenhaus der Marine in Sattahip benannt.